# Schweizerische Handballmeisterschaft 1933/Region Ostschweiz/Gruppe B
Die Gruppe B der Region Ostschweiz war eine Gruppe der Schweizerischen Handballmeisterschaft 1933. Der Grasshopper Club Zürich (GC) spielte als Gruppensieger gegen den TV Kaufleute Zürich (Sieger: Gruppe A der Region Ostschweiz) das Regionalfinal, welches zur Teilnahme an der Finalrunde qualifizierte. GC wurde schlussendlich hinter dem Abstinenten-Turnverein Basel und vor dem ST Bern zweiter in der Finalrunde.

## Modus
Aufgrund des Saisonbegiens im Februar (In späteren Jahren September/Oktober) wurde auf eine Doppelrunde verzichtet und die 5 Mannschaften spielten nur eine einfache Runde.

## Rangliste
| Pl.                             |  | Verein                  | Sp. | S | U | N | Tore    | Diff. | Punkte | Qualifiziert für…          |
| ------------------------------- |  | ----------------------- | --- | - | - | - | ------- | ----- | ------ | -------------------------- |
| 1.                              |  | Grasshopper Club Zürich | 4   | 4 | 0 | 0 | 046:70  | +39   | 08:00  | Ostschweizer Regionalfinal |
| 2.                              |  | TV Stadtpolizei Zürich  | 4   | 3 | 0 | 1 | 019:200 | −1    | 06:20  |                            |
| 3.                              |  | Seminar-TV Rorschach    | 4   | 2 | 0 | 2 | 014:240 | −10   | 04:40  |                            |
| 4.                              |  | STV Winterthur          | 4   | 1 | 0 | 3 | 017:170 | ±0    | 02:60  |                            |
| 5.                              |  | TV Tössfeld             | 4   | 0 | 0 | 4 | 04:320  | −28   | 00:80  |                            |
| Quelle: , Stand: 11. April 1933 |  |                         |     |   |   |   |         |       |        |                            |

## Spiele
| Sonntag, 12. Februar 1933 | TV Stadtpolizei Zürich | 6 : 4 | Seminar-TV Rorschach |  |
| Sonntag, 12. Februar 1933 | (3 : 2)                |       |                      |  |
| Sonntag, 12. Februar 1933 | [ 3 ]                  |       |                      |  |

| Samstag, 18. Februar 1933 Nachmittag Uhr | STV Winterthur | 3 : 5 | Seminar-TV Rorschach | Platz Winterthur, Winterthur |
| Samstag, 18. Februar 1933 Nachmittag Uhr | (1 : 1)        |       |                      | Platz Winterthur, Winterthur |
| Samstag, 18. Februar 1933 Nachmittag Uhr | [ 4 ] [ 5 ]    |       |                      | Platz Winterthur, Winterthur |

| Samstag, 25. Februar 1933 Nachmittag Uhr | TV Tössfeld | 1 : 8 | TV Stadtpolizei Zürich | Winterthur |
| Samstag, 25. Februar 1933 Nachmittag Uhr | (0 : 7)     |       |                        | Winterthur |
| Samstag, 25. Februar 1933 Nachmittag Uhr | [ 6 ]       |       |                        | Winterthur |

| Sonntag, 26. Februar 1933 Nachmittag Uhr | Grasshopper Club Zürich | 7 : 4 | STV Winterthur | Hardturmsportplatz, Zürich |
| Sonntag, 26. Februar 1933 Nachmittag Uhr | (5 : 2)                 |       |                | Hardturmsportplatz, Zürich |
| Sonntag, 26. Februar 1933 Nachmittag Uhr | [ 6 ]                   |       |                | Hardturmsportplatz, Zürich |

| 5. März 1933 | Seminar-TV Rorschach | 3 : 2 | TV Tössfeld |  |
| 5. März 1933 | (2 : 1)              |       |             |  |
| 5. März 1933 | [ 9 ]                |       |             |  |

| 11. März 1933 | STV Winterthur | 7 : 1 | TV Tössfeld | Sportplatz Reitplatz, Winterthur |
| 11. März 1933 | (4 : 1)        |       |             | Sportplatz Reitplatz, Winterthur |
| 11. März 1933 | [ 10 ]         |       |             | Sportplatz Reitplatz, Winterthur |

| Samstag, 11. März 1933 | Seminar-TV Rorschach | 2 : 13 | Grasshopper Club Zürich | Rorschach Zuschauer: 1500 |
| Samstag, 11. März 1933 | (1 : 7)              |        |                         | Rorschach Zuschauer: 1500 |
| Samstag, 11. März 1933 | [ 11 ]               |        |                         | Rorschach Zuschauer: 1500 |

| Sonntag, 19. März 1933 Nachmittag Uhr | Grasshopper Club Zürich | 12 : 1 | TV Stadtpolizei Zürich | Hardturmsportplatz, Zürich |
| Sonntag, 19. März 1933 Nachmittag Uhr | (10 : 0)                |        |                        | Hardturmsportplatz, Zürich |
| Sonntag, 19. März 1933 Nachmittag Uhr | [ 13 ]                  |        |                        | Hardturmsportplatz, Zürich |

| Sonntag, 26. März 1933 Vormittag Uhr | TV Tössfeld   | 0 : 14 | Grasshopper Club Zürich | Sportplatz Nägelsee, Winterthur |
| Sonntag, 26. März 1933 Vormittag Uhr | (0 : 7)       |        |                         | Sportplatz Nägelsee, Winterthur |
| Sonntag, 26. März 1933 Vormittag Uhr | [ 14 ] [ 15 ] |        |                         | Sportplatz Nägelsee, Winterthur |

| 25. oder 26. März 1933 Nachmittag Uhr | STV Winterthur | 3 : 4 | TV Stadtpolizei Zürich | Stadion Schützenwiese, Winterthur |
| 25. oder 26. März 1933 Nachmittag Uhr | (1 : 1)        |       |                        | Stadion Schützenwiese, Winterthur |
| 25. oder 26. März 1933 Nachmittag Uhr |                |       |                        | Stadion Schützenwiese, Winterthur |